# Huis van bewaring

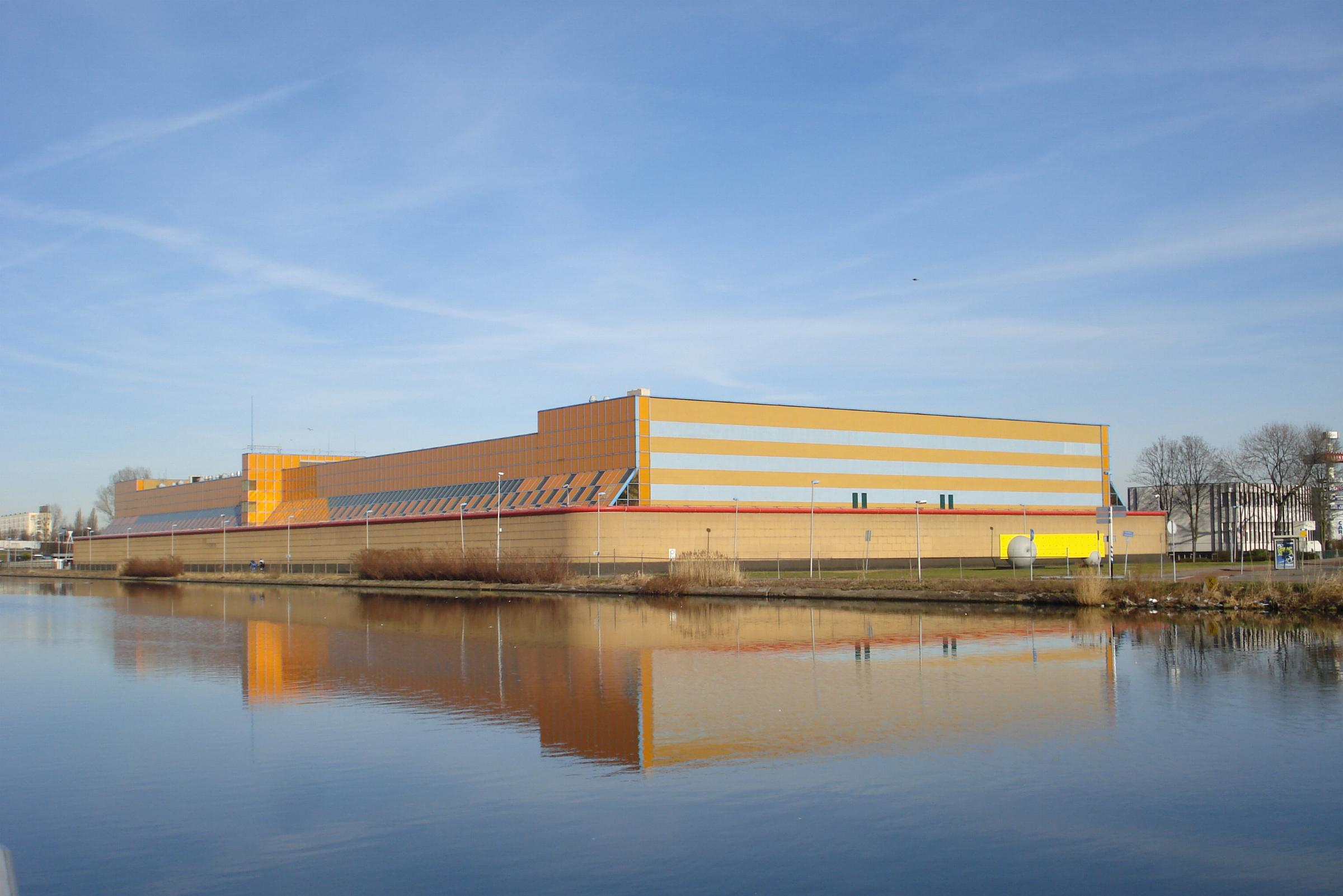
Penitentiaire inrichting 'De Schie' in Rotterdam is naast gevangenis ook huis van bewaring

Een huis van bewaring, in België meestal arresthuis genoemd, vroeger ook wel Huis van Arrest genoemd,  is in Nederland een cellencomplex waar mensen geen gevangenisstraf, maar voorlopige hechtenis ondergaan. Het is een door het ministerie van Justitie opgelegde status aan een cellencomplex. Toekenning van zo'n status vindt plaats op basis van een inventarisatie van beveiligingsmaatregelen door controleurs van het ministerie van Justitie.
De huizen van bewaring vallen onder beheer van de Dienst Justitiële Inrichtingen.

## Hechtenis
Hechtenis was oorspronkelijk een maatregel bedoeld om verdachten voorlopig vast te houden en als straf voor overtredingen. De bedoeling was om het een "lichtere" vorm van gevangenisstraf te doen zijn. Hechtenis is in de praktijk echter minstens even zwaar als de gemiddelde gevangenisstraf. Langere hechtenisstraffen worden dan ook in een gewone gevangenis uitgezeten.
In een huis van bewaring verblijven verschillende soorten verdachten bij elkaar in één complex. Omdat nog niet zeker is wat iemand heeft gedaan, houdt men het regime streng. Witteboordencriminelen, geweldplegers, drugsdealers en overtreders verblijven bij elkaar. Het regime is relatief sober.

## Verdacht, veroordeeld, gehecht of bewaard
In een huis van bewaring verblijven dus verschillende typen van gedetineerden.
Vaak zijn het verdachten van een misdrijf die in afwachting zijn van veroordeling of vrijspraak. Deze categorie is naar de letter van de wet op dat moment onschuldig totdat de rechter eventueel anders oordeelt en verblijft in preventieve hechtenis. Ze wordt ondergebracht in een huis van bewaring dat zo dicht mogelijk gelegen is bij de rechtbank waar de strafzaak zal voorkomen. Wanneer ze worden veroordeeld tot een gevangenisstraf worden zij meestal overgebracht naar een gevangenis.
Veroordeelden van een misdrijf zitten hun straf uit in een huis van bewaring als die relatief kort is of als er plaatsgebrek is in een gevangenis.
In afwachting van een plaats in een tbs-kliniek verblijven ook tbs-veroordeelden hier, evenals personen die tot hechtenis zijn veroordeeld omdat zij bijvoorbeeld een boete niet hebben betaald.
Vreemdelingen die zijn opgepakt omdat ze illegaal in Nederland verblijven kunnen eveneens in een huis van bewaring worden ondergebracht, maar hiervoor bestaan ook specifieke detentiecentra in onder andere Zaandam, Zeist, Rotterdam, Dordrecht en Alphen aan den Rijn. Ook zijn er uitzetcentra op onder andere Schiphol en 
Zestienhoven voor uitgeprocedeerde asielzoekers.

## Inrichtingen en veiligheid
Hoeveel huizen van bewaring Nederland telt, is lastig te zeggen. Het ministerie van Justitie doet daarover weinig mededelingen. Het ministerie van Justitie wijzigt de status van de verschillende inrichtingen geregeld. Binnen ieder rechtsarrondissement dient zich minimaal één huis van bewaring te bevinden. Justitie meldt op haar website dat er twintig penitentiaire inrichtingen zijn. Zo'n penitentiaire inrichting is vaak een clustering van twee of meer inrichtingen die dan onder één organisatie vallen en dus ook één directie hebben die hoofdzakelijk over de financiën van zo'n cluster gaat. Iedere inrichting, of dat nu een gevangenis of huis van bewaring is, heeft een eigen inrichtingsdirecteur die onder andere verantwoordelijk wordt gesteld voor de veiligheid van de inrichting en haar bewoners.
Het ministerie van Justitie hanteert verschillende niveaus van veiligheid binnen de verschillende inrichtingen op basis van de genomen veiligheidsmaatregelen. Een inrichting kan qua beveiligingsniveau een A- of B-status hebben. Daarbinnen zijn weer sub-gradaties te onderscheiden, zoals de A++-status. Dit heeft onder andere te maken met de mate van controle en toezicht op de gedetineerden op momenten dat zij buiten hun cel zijn. Vaak worden gedetineerden voor en na hun werk verplicht door een metaaldetector geloodst. Een bijzonder veiligheidsregime heerst in een Extra Beveiligde Inrichting.

## Regime
Een huis van bewaring wordt in Nederland opgedeeld in verschillende, voor de buitenwereld onbekende, statusaanduidingen. Deze hebben betrekking op controle van eigendommen en gedragsverleden van gedetineerden. Het regime binnen een justitiële inrichting heeft betrekking op twee hoofdniveaus, namelijk de cel en de gemeenschappelijke ruimte.

### De cel
Een cel is voorzien van televisie, wasbak met stromend water, toilet, een raam met een glazen ruit, enkele stopcontacten en een luchtafvoer. Een rechter-commissaris of een officier van justitie kan een gedetineerde media-beperkingen opleggen. Dat wil  zeggen dat een gedetineerde gedurende een bepaalde periode, bij aanvang van zijn 'vestiging' in een huis van bewaring, geen televisie op zijn cel mag hebben, geen kranten mag lezen, geen brieven mag ontvangen of versturen, niet mag bellen en geen contact mag hebben met zijn medegedetineerden. Zo'n maatregel wordt zo lang opgelegd als voor het onderzoek door politie en het Openbaar Ministerie noodzakelijk is. Zo'n gedetineerde krijgt binnen een huis van bewaring dan meestal een rode kaart waarop zijn naam en registratienummer vermeld staat, alsmede de datum van binnenkomst. 
Geen enkele gedetineerde heeft vanzelfsprekend een televisie op zijn cel. Echter, vrijwel ieder huis van bewaring zal gedetineerden wel de beschikking geven over een televisie. Er dient voor een televisie wel een wekelijks huurbedrag te worden betaald. Dat geldt ook voor andere voorzieningen, zoals magnetrons, koelkastjes en luxe koffiezetapparaatjes. In de penitentiaire beginselenwet is geen recht van gedetineerden op dergelijke luxe-artikelen vastgelegd. Iedere inrichting lijkt haar eigen regels over beschikbaarheid van dergelijke goederen op te kunnen stellen. Zo mag een inrichtingsdirecteur inzake de uitvoer van een disciplinaire straf bepaalde luxegoederen van een gedetineerde voor een bepaalde tijd uit diens cel verwijderen. 

### De gemeenschappelijke ruimte
Er zijn in Nederland grote verschillen in voorzieningenniveaus tussen de verschillende huizen van bewaring. Zo zijn er huizen van bewaring waar zich douchefaciliteiten op de cel bevinden. De meeste huizen van bewaring hebben echter gemeenschappelijke doucheruimtes. Deze zijn meestal wel gescheiden, zodat er nog enige privacy heerst. Dit laatste in tegenstelling tot de doucheruimtes in de meeste gevangenissen, waarvan de meeste alle privacymaatregelen ontberen. 
In het algemeen bevindt zich binnen een huis van bewaring een aantal essentiële, door de wet voor de gedetineerde noodzakelijk geachte, gemeenschappelijke ruimtes. Zo zijn er sportfaciliteiten, zowel binnen als buiten. In de meeste huizen van bewaring bevindt zich een sportzaal en een buitenveld voor basketbal, voetbal of volleybal. Ook is er standaard een fitnessruimte aanwezig. Het personeel van een huis van bewaring doorloopt haar interne trainingen, zoals judo, jiu-jitsu en krachttrainingen, veelal in diezelfde ruimtes. Verplicht is de aanwezigheid van een openluchtruimte om gedetineerden te laten 'luchten'. Iedere gedetineerde heeft namelijk recht op dagelijks één uur blootstelling aan de open lucht. Bij dit luchten lopen de gedetineerden meestal rondjes op een speelplaatsachtig plein.
In de meeste huizen van bewaring zijn er gelegenheden voor gedetineerden om te werken. De meeste werkzaamheden zijn afgestemd op de veiligheidsrisico's van de betreffende groep. Zo is het verboden om gedetineerden die wachten op een TBS-behandeling te laten werken in dynamische werksituaties, zoals een wasserij of een interne reinigingsdienst. Het is voor deze groep eveneens verboden om aan de constructie van metalen voorwerpen te werken. Vaak worden risicovolle groepen of personen uit veiligheidsoverwegingen te werk gesteld aan eenvoudige verpakkingswerkzaamheden.

## Programmering van detentiedagen
In ieder huis van bewaring wordt aan iedere gedetineerde een rooster van het weekprogramma overhandigd. Daarin staat van dag tot dag vastgelegd welke activiteiten er van uur tot uur plaatsvinden. Zo is het dagelijkse uurtje luchten voor iedere afdeling vastgelegd in het rooster. Echter, dit luchten is niet verplicht, dus een gedetineerde kan besluiten om dat betreffende uur op cel te blijven. Er is geen enkel onderdeel van het rooster dat voor de gedetineerde een verplicht karakter heeft, echter, wanneer een gedetineerde bij binnenkomst in de inrichting aangeeft te willen werken, dan wordt deze op een afdeling met 'werkenden' geplaatst. Dit laatste houdt in dat diegene vervolgens wel moet werken om op die afdeling te kunnen blijven.

## Verbouwing
In Nederland staan oude gevangenissen en huizen van bewaring, die niet meer worden gebruikt om gestraften te huisvesten. Deze zijn verbouwd en hebben bijvoorbeeld een functie als hotel gekregen.